# Juliane House
Juliane House (* 1942) ist eine ausgebildete Übersetzerin und Sprachwissenschaftlerin. Bis zu ihrer Pensionierung war sie Professorin für Sprachlehrforschung an der Universität Hamburg. Sie ist derzeit an der Hellenic American University in Athen tätig.

## Leben
Juliane House schloss ihr Studium 1966 als Übersetzerin für Englisch und Spanisch sowie für Internationales Recht mit Diplom an der Universität Heidelberg ab. Bereits während des Studiums war sie als Übersetzerin und Fremdsprachenlehrerin tätig. Nach dem Studium arbeitete sie zudem u. a. als Marktforscherin und Aushilfe in einer Bibliotheksstelle der York University in Toronto. In den Jahren 1970 und 1971 erwarb House zusätzlich die Abschlüsse Bachelor of Education und Master of Arts in Sprachwissenschaft und Angewandter Sprachwissenschaft. Von 1970 bis 1974 war House zudem im Ontario Institute for Studies in Education (OISE) an der University of Toronto tätig. Im Jahr 1976 wurde House für ihre Promotionsarbeit mit dem Titel „A Model for Translation Quality Assessment“ der Doctor of Philosophy (PhD) von der University of Toronto verliehen.
Von 1976 bis 1979 war sie an der Universität Bochum tätig und arbeitete dort mit Willis Edmondson, Gabriele Kasper und Brigitte Stemmer an dem Projekt „Kommunikative Kompetenz als realisierbares Lernziel“. 1981 wechselte sie an die Universität Hamburg. Dort war sie bis zu ihrer Pensionierung im Jahr 2008 als Professorin für Sprachlehrforschung mit den Schwerpunkten Englisch und Deutsch tätig. Von 2005 bis 2012 leitete sie eine Reihe von Forschungsprojekten zur Mehrsprachigkeit und Multikulturalität mit Annelie Knapp und Adelheid Schumann.
Im Jahr ihrer Pensionierung übernahm House die Leitung des Promotionsprogramms im Bereich der angewandten Sprachwissenschaft an der Hellenic American University in Athen. Von 2010 bis 2016 war sie Präsidentin der „International Association for Translation and Intercultural studies“ (IATIS).
Juliane House war mit dem Sprachwissenschaftler Willis Edmondson verheiratet.

## Forschungsschwerpunkte
Ihre Forschungsschwerpunkte liegen in den Bereichen Übersetzungstheorie, Kontrastive Pragmatik, Diskursanalyse, Interkulturelle Kommunikation, interkulturelle Missverständnisse, Höflichkeitstheorien und Englisch als lingua franca.

## Ehrungen
House erhielt 1998 einen Ehrendoktor der Universität Jyväskylä (Finnland) und den „Distinguished Scholar Award 1996/1997 Language Learning“ der University of Michigan, Ann Arbor, sowie 1997 den „Distinguished Scholar in Residence Program“ der University of Ottawa. 2024 wurde House zum Mitglied der Academia Europaea gewählt.

## Publikationen (Auswahl)

### Als Autorin
- A Model for Translation Quality Assessment. Zugl. Dissertation. Narr, Tübingen 1977, ISBN 3-87808-088-3.
- mit Willis J. Edmondson: Let's Talk, and Talk About it: A Pedagogic Interactional Grammar of English. Urban und Schwarzenberg, München 1981, ISBN 3-541-41231-3.
- Translation Quality Assessment: A Model Revisited. Narr, Tübingen 1997, ISBN 3-8233-5075-7.
- Translation. Oxford University Press, Oxford 2009, ISBN 978-0-19-438922-8.
- mit W. J. Edmonson: Einführung in die Sprachlehrforschung. UTB 1697, Stuttgart 2011, ISBN 978-3-8252-3599-4.
- mit Dániel Z. Kádár: Cross-cultural Pragmatics. Cambridge University Press, Cambridge, 2021, ISBN 9781108954587.
- mit Willis J. Edmondson & Dániel Z. Kádár: Expressions, speech acts and discourse - A pedagogical interactional grammar of English. Cambridge University Press, Cambridge, 2023, ISBN 9781108954662.
- mit Dániel Z. Kádár: Cross-Cultural Pragmatics and Foreign Language Learning. Edinburgh University Press, 2024, ISBN 978-1399523226.

### Als Herausgeberin
- mit Shoshana Blum-Kulka: Interlingual and Intercultural Communication: Discourse and Cognition in Translation and Second Language Acquisition Studies. Narr, Tübingen 1986, ISBN 3-87808-272-X.
- mit Shoshana Blum-Kulka, Gabriele Kasper: Cross-Cultural Pragmatics: Requests and Apologies. Ablex Publishing Corporation, Norwood 1989, ISBN 0-89391-513-0.
- mit Jochen Rehbein: Multilingual Communication. John Benjamins, Amsterdam 2004, ISBN 90-272-1923-0.
- mit Kurt Braunmüller: Convergence and Divergence in Language Contact Situations. John Benjamins, Amsterdam 2009, ISBN 90-272-1928-1.
- mit Kristin Bührig, Jan ten Thije: Translatory Action and Intercultural Communication.St. Jerome Press, Manchester 2009, ISBN 1-905763-09-3.
- mit Anna Duszak, Lukasz Kumiega: Globalization, Discourse, Media. In a Critical Perspective. Warsaw University Press, Warschau 2010, ISBN 83-235-0760-0.